# Блъсковци
Блъсковци е село в Северна България. То се намира в община Елена, област Велико Търново.

## География
Село Блъсковци се намира на около 8 километра северно от град Елена, в гънките на Еленския рид. Обкръжено е от много малки махали, на които е средищен център. Селището съществува от годините на османската власт. На 2 километра се намира известната махала Марафелци.

## История
Данни за училище в селото има от 1829 г. Първата училищна сграда е строена през 1857 г. През 1921/22 учебна година е правен опит да се открие гимназия, но същият не успял. През 1951 г. е построена нова двуетажна училищна сграда.
През 1860 г. е построена църквата „Св. Великомъченик Димитрий“. Тя е за черкуване на населението от всички околни махали.
Читалището „Съгласие“ е основано през 1905 г., а читалищната сграда е строена през 1948 г. Същото развива богата културно-просветна дейност, особено през зимните месеци. Организират се театрални представления, вечеринки и други прояви.

## Население
Преброяване на населението през 2011 г.
Численост и дял на етническите групи според преброяването на населението през 2011 г.:
|                     | Численост |
| Общо                | 12        |
| Българи             | 9         |
| Турци               | -         |
| Цигани              | -         |
| Други               | -         |
| Не се самоопределят | -         |
| Неотговорили        | 3         |

## Редовни събития
На 6 и 7 май по случай Гергьовден край Блъсковското (Енчовското) се е провеждал традиционен сбор.

## Други
В селото има паметник на загиналите във войните 1912-1913 г.